# Tritonicula bayeri
Tritonicula bayeri is een slakkensoort uit de familie van de tritonia's (Tritoniidae). De wetenschappelijke naam van de soort werd in 1967, als Tritonia bayeri, voor het eerst geldig gepubliceerd door Ev. Marcus & Er. Marcus. In 2020 werd een aantal Tritonia-soorten werd verplaatst naar een nieuw geslacht Tritonicula als resultaat van een integratieve taxonomische studie van de Tritoniidae-familie.